# Carlos Manuel de Céspedes y Quesada
Carlos Manuel de Céspedes y Quesada (Nueva York, Nueva York, Estados Unidos; 12 de agosto de 1871-El Vedado, La Habana, Cuba; 28 de marzo de 1939) fue un político cubano, hijo del padre de la patria Carlos Manuel de Céspedes, fue presidente provisional de Cuba desde el 13 de agosto de 1933, después de la caída del régimen de Gerardo Machado, hasta que fue derrocado por un golpe de Estado liderado por el mayor general Fulgencio Batista el 4 de septiembre de ese mismo año.

## Orígenes y primeros años
Nacido en el exilio en Nueva York, el 12 de agosto de 1871, durante la Guerra de los Diez Años. Hijo del padre de la patria Carlos Manuel de Céspedes y su segunda esposa Ana de Quesada y Loynaz. Fue gemelo con una niña, su hermana Gloria de los Dolores (o Gloria Dolores) fallecida en 1936, en La Habana. Nunca llegarían a conocer a su padre, pues este murió en combate en Cuba, el 27 de febrero de 1874.
Estudió en los Estados Unidos, Alemania y Francia, país este último donde se graduó como bachiller y posteriormente cursó estudios de Derecho Diplomático.

## Guerra de Independencia
Se unió a la Guerra Necesaria, en la cual alcanzó los grados de coronel. Llegó a Cuba por Baracoa al mando de la expedición del vapor "Laureada", en octubre de 1895 y se unió al Ejército Libertador cubano (mambí).
En el transcurso de la guerra fue gobernador de la provincia de Oriente y jefe de Estado Mayor de la Inspección General del Ejército Libertador cubano. También fue representante del Segundo Cuerpo de Ejército a la Asamblea Constituyente de La Yaya y secretario de la misma. Participó en la redacción de la Constitución de La Yaya, en 1897. Fue delegado a las Asambleas de Representantes de Santa Cruz del Sur y El Cerro. En dicha asamblea, se opuso a la destitución de Máximo Gómez de su cargo de General en Jefe del Ejército, publicando una proclama.
En 1901, concluyó la carrera de Derecho y se dedicó a la política. En 1915, contrajo matrimonio con la italiana Laura Bertini y Alessandri y tuvo dos hijos: Carlos Manuel y Alba de Céspedes y Bertini. Resultó designado Académico de la Historia y fue autor de diversas monografías y ensayos historiográficos.

## Carrera política
Durante las primeras décadas de la República, ocupó diversos cargos políticos y diplomáticos.
Resultó elegido representante a la Cámara por Oriente en 1902 y en 1906. Trató de mediar durante el levantamiento liberal de 1906, para evitar la intervención norteamericana. Restaurada la República en 1909, se le llamó como embajador en Italia, y realizó posteriormente otras funciones diplomáticas como ministro plenipotenciario de Cuba en Argentina, Estados Unidos, Francia, Reino Unido y México. Fue Secretario de Estado en durante el gobierno de Alfredo Zayas.
Los esfuerzos realizados para asegurar la transmisión legal de la presidencia de la República, después de la caída del gobierno del general Gerardo Machado el 12 de agosto de 1933, respondían al propósito de evitar que Cuba quedase sin gobierno, y según los términos del tratado de relaciones permanentes entre Cuba y los Estados Unidos —Enmienda Platt—, estos podían intervenir en Cuba e imponer un gobierno provisional.
Gracias a su designación como presidente el 13 de agosto de 1933 la cuestión del reconocimiento internacional y la estabilidad del transcurso lógico de la república estaba garantizado. El nuevo gobierno inició sus funciones en medio de una gran efervescencia revolucionaria, su corta administración sufrió las consecuencias del régimen de caos y confusión que vivía la nación después de la caída del general Gerardo Machado, trató de frenar las represalias y saqueos contra los partidarios del antiguo régimen, disolvió el Congreso y abolió la Constitución de 1928, restituyendo la de 1901. Estas disposiciones, aunque dieron a su gobierno un carácter revolucionario, no bastaron a satisfacer las ambiciones de muchas organizaciones de la oposición, que consideraban a Céspedes como obra de la mediación. Su gobierno tuvo que lidiar con los daños causados por el Ciclón de 1933 que azotó la costa norte central y occidental del país entre el 31 de agosto y el 2 de septiembre de 1933, con más de 180 muertos, 600 heridos, y cuantiosas pérdidas materiales en viviendas y en la agricultura.
El 4 de septiembre de 1933 se produjo un golpe de Estado contra su gobierno llamado Revuelta de los Sargentos. Los jóvenes militares que controlaban el nuevo orden de cosas comenzaron a conspirar contra él, junto a un grupo de activistas representantes de los principales movimientos de oposición que se presentaron en palacio, a fin de establecer un nuevo ejecutivo, incluso la Policía Nacional apoyaba el nuevo traspaso, de manera que Céspedes sin fuerzas para resistir tuvo que ceder, y abandonó el palacio presidencial retirándose a su hogar y quedando el gobierno en manos de una Pentarquía integrada por Ramón Grau San Martín, Sergio Carbó, Guillermo Portela, José Miguel Irisarri y Porfirio Franca, dicha Pentarquía no fue aceptada internacionalmente por lo que fue disuelta el 10 de septiembre de 1933, y nombrado Ramón Grau San Martín nuevo presidente durante el Gobierno de los Cien Días (fueron 127 días). Carlos Manuel fue reintegrado al servicio diplomático y designado embajador cubano en España. Regresó a Cuba en 1935. Escribió varios libros, incluyendo Carlos Manuel de Céspedes, Las Banderas de Yara y Bayamo, y Manuel de Quesada y Loynaz. Recibió numerosas condecoraciones: Gran Cruz de la Orden Carlos Manuel de Céspedes de Cuba, Gran Cruz de Bélgica, Gran Cruz de Italia, Gran Cruz de Perú, Gran Cruz de la República Española, Gran Collar de la Orden del Libertador de Venezuela, Orden de Mérito de Chile, Comandante de la Orden Nacional de la Legión de Honor de Francia y de la Orden de los Santos Mauricio y Lázaro de Italia.
Murió el 28 de marzo de 1939 de un infarto cardíaco en La Habana, Cuba, y está sepultado en el Cementerio de Colón de esa ciudad.